# Georges Peizerat
Pour les articles homonymes, voir Peizerat.
 (septembre 2020).
Si vous disposez d'ouvrages ou d'articles de référence ou si vous connaissez des sites web de qualité traitant du thème abordé ici, merci de compléter l'article en donnant les références utiles à sa vérifiabilité et en les liant à la section « Notes et références ».
Georges Peizerat (21 janvier 1911 à Petit-Cœur ( La Léchère, Savoie) - 22 septembre 1975 à Chambéry), est un homme politique français.

## Biographie
Ingénieur dans une usine de Notre-Dame-de-Briançon, il devient maire d'Aigueblanche en Savoie et président de l'intercommunalité formée par les communes de cette partie de la Tarentaise. D'abord suppléant de Joseph Fontanet, il lui succède à l'Assemblée nationale une fois celui-ci nommé ministre du travail, de l'emploi et de la population dans le gouvernement Jacques Chaban-Delmas puis de l'Éducation nationale du gouvernement Pierre Messmer.
Joseph Fontanet n'étant pas reconduit dans le gouvernement Jacques Chirac, de 1974, Georges Peizerat démissionne pour lui permettre de se présenter à une législative anticipée, qui voit finalement l'élection du socialiste Maurice Blanc, le 6 octobre 1974. Le fait que le populaire Georges Peizerat, malade, ne se soit pas représenté aux côtés de Joseph Fontanet, absent de sa circonscription en raison de ses responsabilités nationales, est avancé comme l'une des causes de sa défaite.
Georges Peizerat est mort le 22 septembre 1975, d'un cancer. Il est également le grand-oncle du patineur Gwendal Peizerat.

## Mandats
- Maire d'Aigueblanche
- 1969 – 1973 : député de la Savoie (deuxième circonscription), Progrès et démocratie moderne